# Bandkeramischer Brunnen Altscherbitz
Der Bandkeramische Brunnen von Altscherbitz ist ein im Jahre 2005 entdeckter  Brunnen der jungsteinzeitlichen Bandkeramischen Kultur. Der Brunnen versorgte vor mehr als 7000 Jahren mehrere neolithische Siedlungen auf der Gemarkung des Ortes Altscherbitz  mit Wasser.

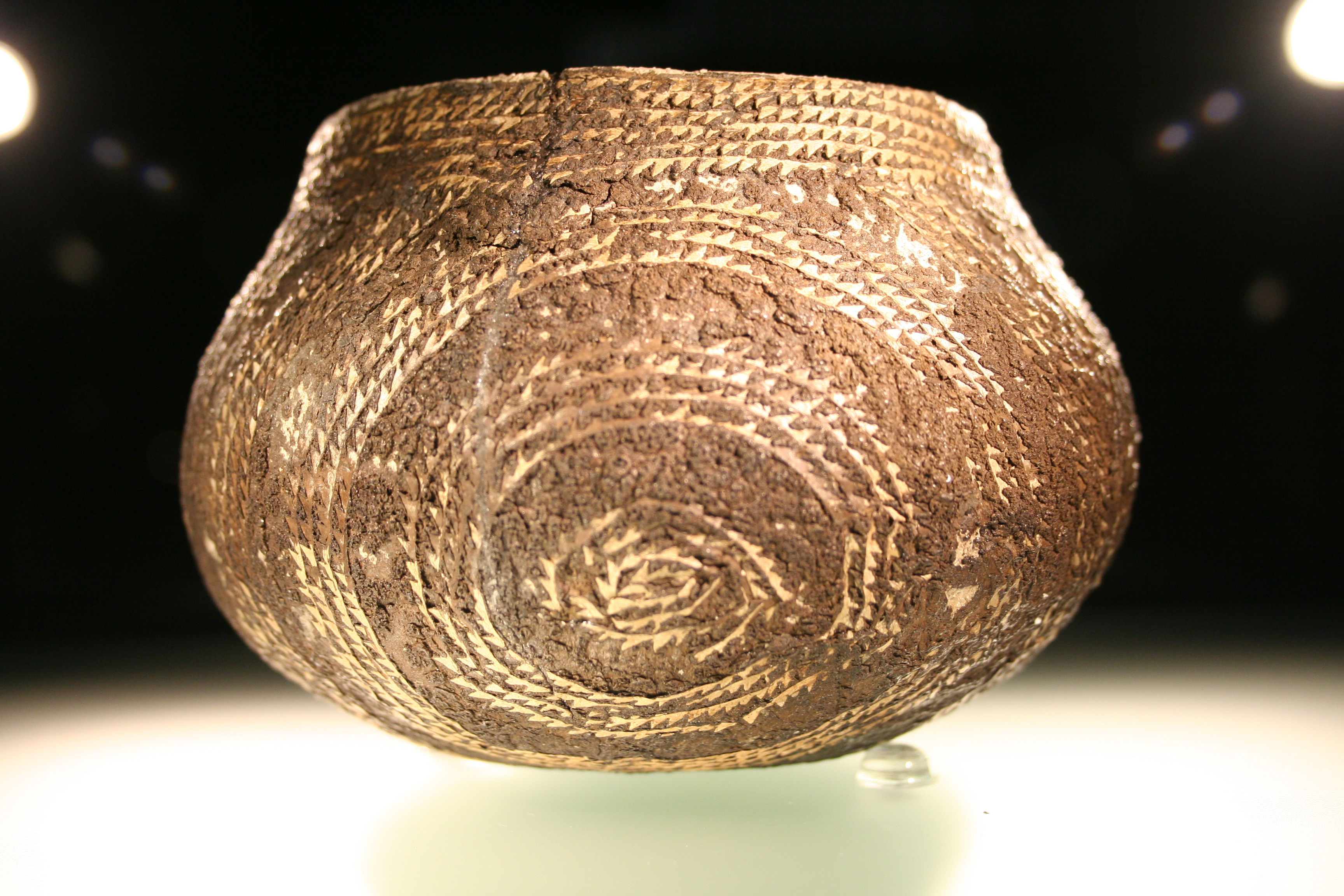
Kumpf aus dem Brunnen von Altscherbitz mit aufgeklebten Intarsien

Die Grabung fand im Vorfeld der Erweiterung des Flughafens Leipzig/Halle statt. Um eine sachgerechte Ausgrabung zu ermöglichen, wurde der Brunnen als etwa 4 m hoher und ca. 70 Tonnen schwerer Block unter Einsatz schwerer Technik geborgen und nach Dresden gebracht. Dort wurde er von 2008 bis 2010 in einer Halle des Landesamtes für Archäologie Sachsen unter Laborbedingungen ausgegraben. Zahlreiche einzigartige Funde sind im neu eröffneten Staatlichen Museum für Archäologie in Chemnitz ausgestellt. Zur Verbindung der Bohlen wurden Holznägel (siehe auch Bandkeramischer Brunnenbau) verwendet. Diese konnten anhand der Jahresringe dendrochronologisch datiert werden.

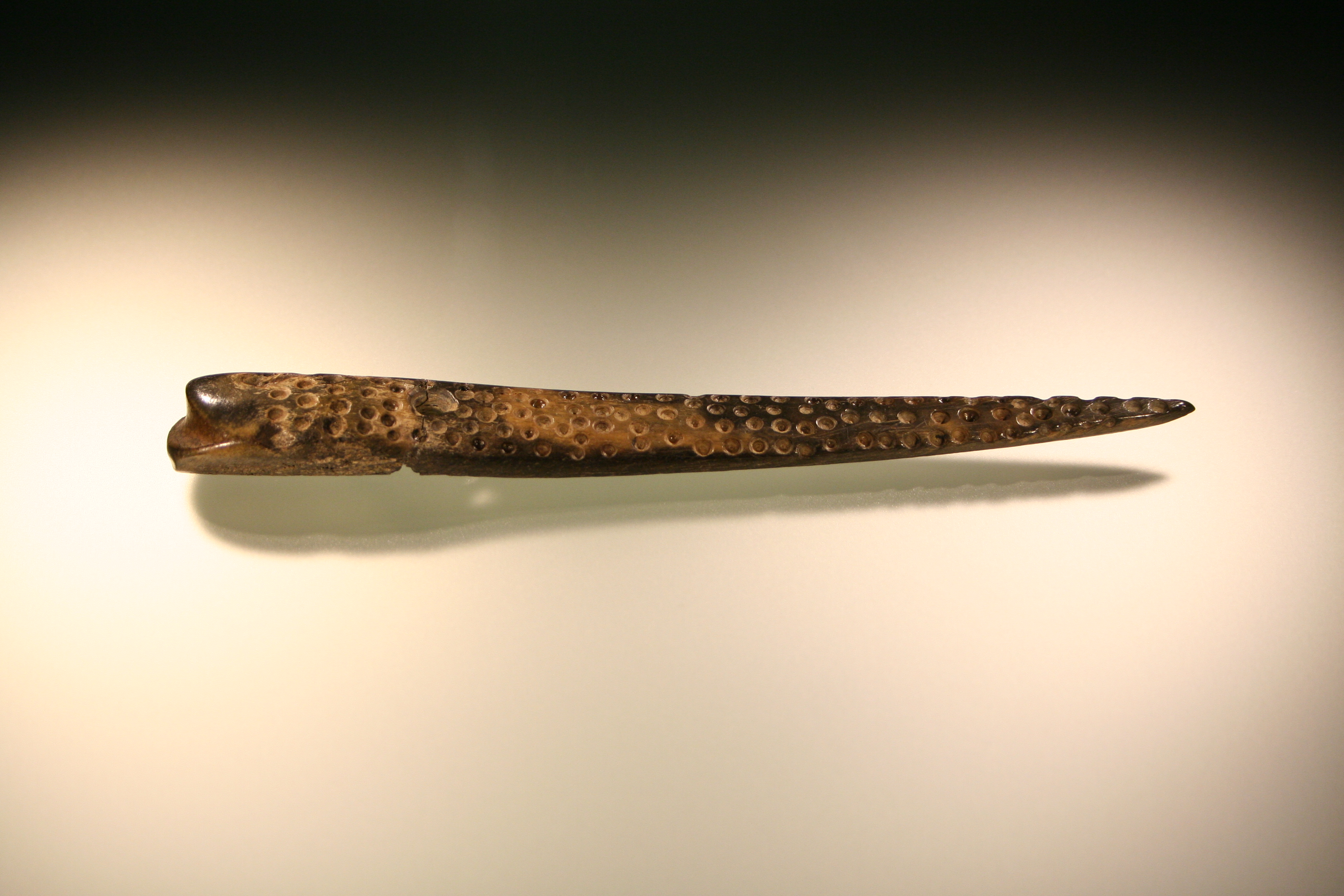
Verzierte Knochenspitze aus dem linienbandkeramischen Brunnen in Schkeuditz-Altscherbitz